# Okres Mattersburg
Okres Mattersburg je okresem na severu rakouské spolkové země Burgenlandu. Jeho centrem je město Mattersburg

## Poloha okresu
Okres Mattersburg je posledním okresem severní části Burgenlandska. Jeho jižní hranici totiž tvoří asi 5 km široká úžina, která pomyslně odděluje severní a jižní část této rakouské spolkové země. Severní hranici tím pádem tvoří okres Eisenstadt-okolí, jižní hranici pak má s relativně velkým okresem Oberpullendorf. Ze západu sousedí okres se Spolkovou Zemí Dolní Rakousko, na východě tvoří okresní hranice státní hranici Rakousko x Maďarsko.

## Povrch okresu
Drtivou většinu území zaujímají pahorkatiny s nadmořskou výškou 200-500 metrů. Pouze velmi malé plochy na jihu mají nadmořskou výšku nad 500 metrů, naopak na severovýchodě okresu mají některá místa nadmořskou výšku pod 200 metrů. Území odvodňuje řeka Wulka, která ústí do Neusiedlerského jezera.

## Statistické údaje
Okres Mattersburg zabírá pouhých 237,84 km² plochy. Počet obyvatel bereme-li v úvahu malou rozlohu není tak nízký – 37 446. Hustota zalidnění tak dosahuje 157 obyv./km², což je vysoko nad průměrem Rakouska. Území okresu se skládá z 19 obcí a měst.

## Nejlidnatější obce a města

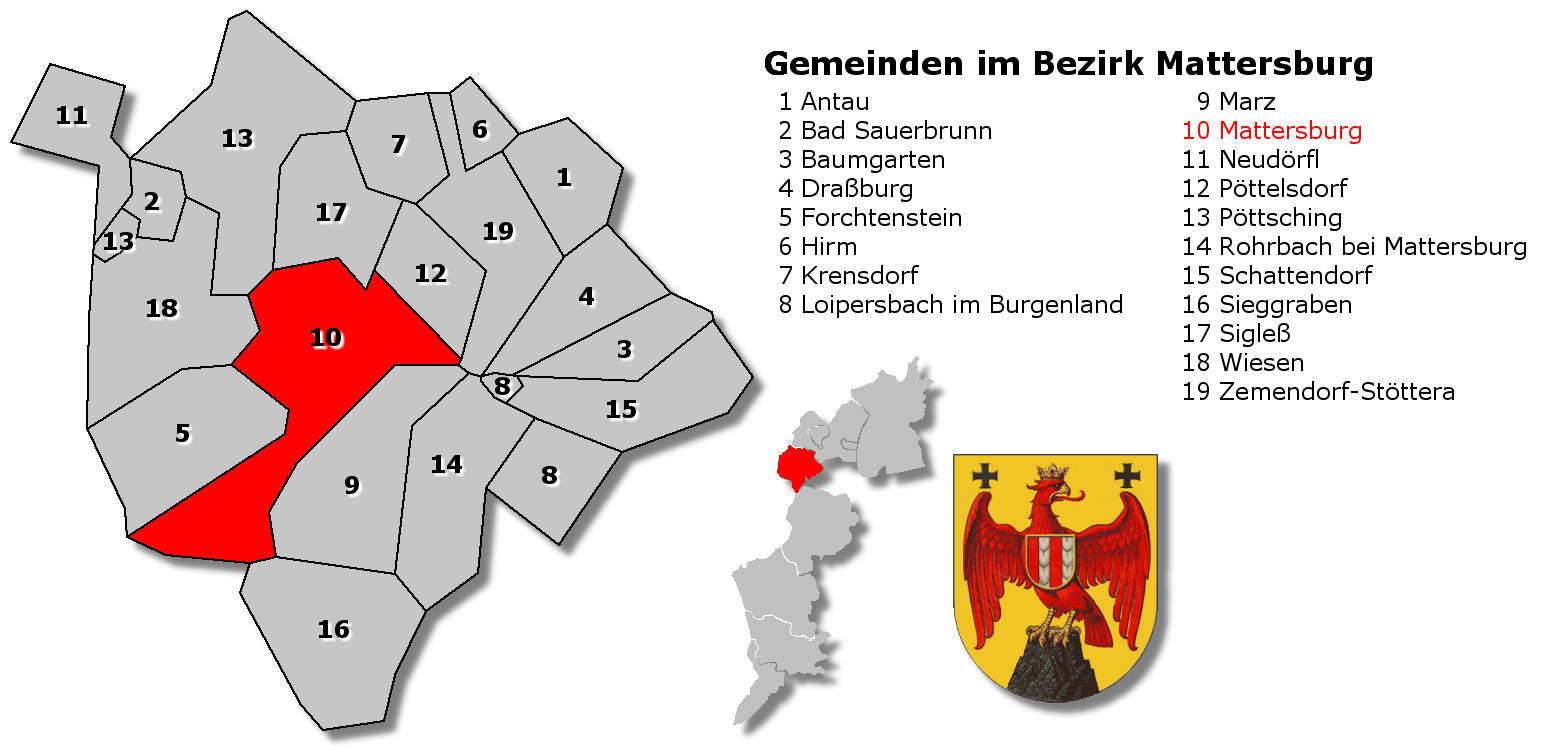
Obce v okresu Mattersburg - Spolková země Burgnland

1. Mattersburg (6 256 obyvatel)
2. Neundorf (3 942 obyvatel)
3. Forchtenstein (2 832 obyvatel)